# Olympische Jugend-Sommerspiele 2014/Teilnehmer (Zypern)
| Gelbes Symbol für Goldmedaillen mit stilisierten Olympischen Ringen | Graues Symbol für Silbermedaillen mit stilisierten Olympischen Ringen | Braundes Symbol für Bronzemedaillen mit stilisierten Olympischen Ringen |
| ------------------------------------------------------------------- | --------------------------------------------------------------------- | ----------------------------------------------------------------------- |
| —                                                                   | 1                                                                     | —                                                                       |

Die Jugend-Olympiamannschaft aus Zypern für die II. Olympischen Jugend-Sommerspiele vom 16. bis 28. August 2014 in Nanjing (Volksrepublik China) bestand aus sechs Athleten.

## Athleten nach Sportarten

### Leichtathletik
Mädchen
- Paraskevi Andreou
100 m: Silber
- Natalia Khristofi
100 m Hürden: 7. Platz

### Schwimmen
Mädchen
- Margarita Pissaridou
50 m Freistil: 31. Platz
100 m Freistil: 32. Platz
- Irene Kyza
400 m Freistil: 31. Platz
800 m Freistil: 24. Platz

### Tennis
Jungen
- Petros Chrysochos
Einzel: 17. Platz

### Turnen
Jungen
- Marios Georgiou
Einzelmehrkampf: DNF